# فرنسيسكو لوكاس بيريس
فرنسيسكو لوكاس بيريس هو سياسي برتغالي، ولد في 19 أكتوبر 1944 في قلمرية في البرتغال، وتوفي في 22 مايو 1998 في بومبال في البرتغال. نشط حزبياً في المركز الديمقراطي والاجتماعي - حزب الشعب ‏.

## مناصب
- انتخب رئيس المركز الديمقراطي والاجتماعي - حزب الشعب  [لغات أخرى]‏ (20 فبراير 1983 – 13 أبريل 1986).
- في الدورة التشريعية البرتغالية 1979 [الإنجليزية]‏، انتخب عضو مجلس الجمهورية  [لغات أخرى]‏ عن دائرة Coimbra (Assembly of the Republic constituency) [الإنجليزية]‏ وقد انضم خلال فترته النيابية ‏ للكتلة البرلمانية المركز الديمقراطي والاجتماعي - حزب الشعب [الإنجليزية]‏.
- انتخب ممثل الجمعية البرلمانية لمجلس أوروبا [الإنجليزية]‏ لترشحه ضمن قائمة البرتغال، (24 يناير 1977 – 1 أبريل 1982).
- في 1976 Portuguese legislative election [الإنجليزية]‏، انتخب عضو مجلس الجمهورية  [لغات أخرى]‏ عن دائرة الدائرة الانتخابية لبورتو [الإنجليزية]‏ وقد انضم خلال فترته النيابية ‏ للكتلة البرلمانية المركز الديمقراطي والاجتماعي - حزب الشعب [الإنجليزية]‏.
- في انتخابات البرلمان الأوروبي 1994، انتخب عضو في البرلمان الأوروبي عن دائرة البرتغال [الإنجليزية]‏ لترشحه ضمن قائمة الحزب الديمقراطي الاجتماعي، وقد انضم خلال فترته النيابية (19 يوليو 1994 – 22 مايو 1998) للكتلة البرلمانية كتلة حزب الشعب الأوروبي.
- في انتخابات البرلمان الأوروبي 1989، انتخب عضو في البرلمان الأوروبي عن دائرة البرتغال [الإنجليزية]‏ لترشحه ضمن قائمة الحزب الديمقراطي الاجتماعي، وقد انضم خلال فترته النيابية (25 يوليو 1989 – 18 يوليو 1994) للكتلة البرلمانية كتلة حزب الشعب الأوروبي.
- انتخب عضو في البرلمان الأوروبي عن دائرة البرتغال [الإنجليزية]‏ لترشحه ضمن قائمة الحزب الديمقراطي الاجتماعي، وقد انضم خلال فترته النيابية (1986 – 24 يوليو 1989) للكتلة البرلمانية كتلة حزب الشعب الأوروبي.